# ギラルツァ
ギラルツァ（イタリア語: Ghilarza）は、イタリア共和国サルデーニャ自治州オリスターノ県にある、人口約4,400人の基礎自治体（コムーネ）。

## 地理

### 位置・広がり

#### 隣接コムーネ
隣接するコムーネは以下の通り。
- アッバザンタ
- アイドマッジョーレ
- アルダウーリ
- ビドニ
- ボロネッドゥ
- ブザーキ
- フォルドンジャーヌス
- ノルベッロ
- パウリラーティノ
- セーディロ
- ソッディ
- ソッラディーレ
- タダズーニ
- ウラ・ティルソ